# Казе Брајда (Венеција)
Казе Брајда (итал. Case Braida) је насеље у Италији у округу Венеција, региону Венето.
Према процени из 2011. у насељу је живело 9 становника. Насеље се налази на надморској висини од 8 м.